# Алгасовская волость
Алгасовская во́лость — волость в Моршанском уезде Тамбовской губернии. Волостной центр — село Алгасово.
Ныне территория Моршанского района Тамбовской области России.

## Состав волости
- село Алгасово — волостной центр
- село Темяшево
- село Кадыковка